# ピュー研究所
ピュー研究所（ピュー・リサーチ・センター、英語: Pew Research Center、ピュー研究センター）は、アメリカ合衆国のワシントンD.C.を拠点としてアメリカや世界における人々の問題意識や意見、傾向に関する情報を調査するシンクタンクである。
ピュー(Pew)とは本研究所を設立したNGOの『The Pew Charitable Trusts』の創立者の『Joseph N. Pew Jr.』の苗字である。
2013年1月、第2代所長に前ウォールストリート・ジャーナル副編集長のAlan Murrayが就任した。2014年10月、当時センターに14年間勤務していたマイケル・ディモックが所長に任命された。

## 概要
研究所及びそのプロジェクトはピュー慈善信託より融資を受けている。1990年、ドナルド・ケラーマンは当時のタイムズ・ミラー・センターの初の編集長になった。当時はロサンゼルス・タイムズの親会社であったタイムズ・ミラーにより人々の意見を集約する役割を果たしていた。
ピュー・グローバル・アティチューズ・プロジェクト (Pew Global Attitudes Project) は様々な問題に関する世界の人々の意見を理解することを目的とした公開意見調査であり、調査後は報告書を公表する。プロジェクトは前アメリカ合衆国国務長官のマデレーン・オルブライトと前アメリカ合衆国国連大使のジョン・ダンフォースにより運営されている。プロジェクトはピュー慈善信託の下ウィリアム・アンド・フローラ・ヒューレット財団の助成を受けている。

## 7つのプロジェクト
- 宗教や公共生活に関するピューフォーラム
- 世界の人々の意見に関するプロジェクト
- ピュー・ヒスパニック・センター
- インターネットとアメリカ合衆国民に関するプロジェクト
- 人々と報道に関する調査プロジェクト
- 社会と人口統計の傾向に関するプロジェクト
- 秀逸なジャーナリズムに関するプロジェクト